# Domen Škofic

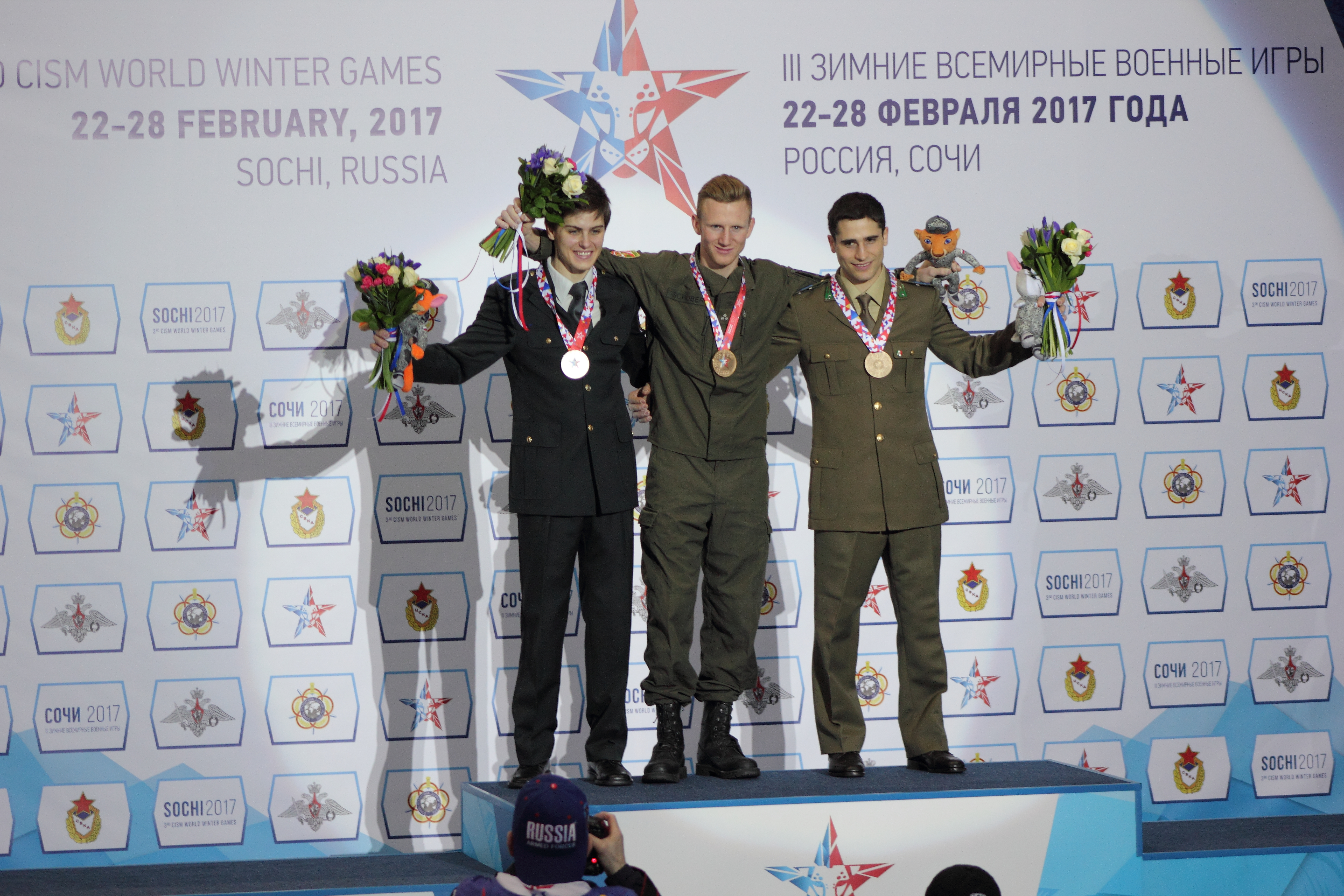
Soczi 2017. Podium w prowadzeniu. Stoją od lewej; Domen Škofic SLO (2 m.). Jakob Schubert AUT (1 m.) i Marcello Bombardi ITA (3 m.).

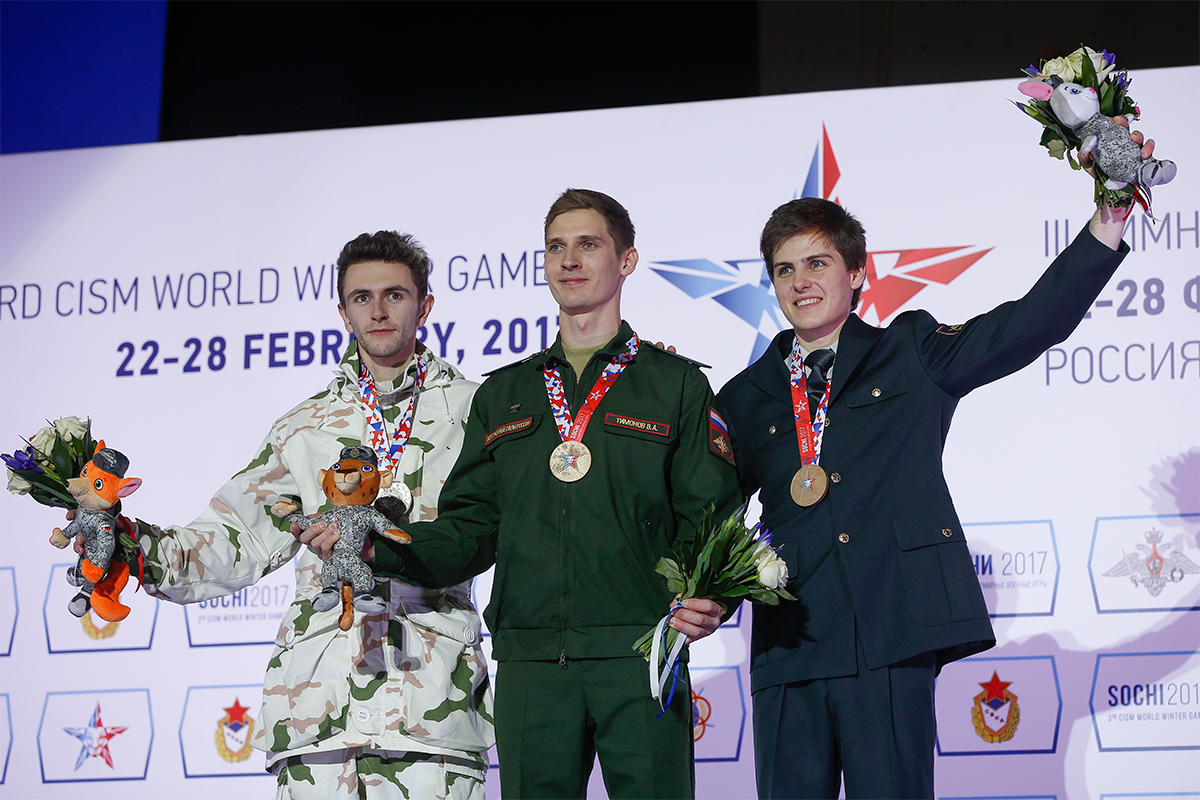
Soczi 2017. Podium w boulderingu. Stoją od lewej: Manuel Cornu FRA (2 m.), Wadim Timonow FRA (1 m.) i Domen Škofic SLO (3 m.)

Domen Škofic (ur. 11 kwietnia 1994 w Lublanie) – słoweński wspinacz sportowy. Specjalizuje się w boulderingu, prowadzeniu oraz we wspinaczce łącznej. Wicemistrz światowych igrzysk wojskowych we wspinaczce sportowej w konkurencji prowadzenie z 2017 roku.

## Kariera
W 2019 w japońskim Hachiōji wywalczył 10. miejsce na mistrzostwach świata w prowadzeniu, a zajęcie 26. miejsca w klasyfikacji generalnej wspinaczki łącznej nie zapewniło mu bezpośrednich kwalifikacji na igrzyskaka olimpijskie w Tokio we wspinaczce sportowej.
Uczestnik World Games we Wrocławiu w 2017, gdzie zajął piąte miejsce w prowadzeniuu.
W Soczi w 2017 podczas Zimowych igrzysk wojskowych zdobył dwa medale; w boulderingu brązowy, a w prowadzeniu srebrny.
Wielokrotny uczestnik festiwalu wspinaczkowego Rock Master, który corocznie odbywa się na słynnych ścianach wspinaczkowych w Arco, gdzie był zapraszany przez organizatora zawodów.
Trzykrotny brązowy medalista tych zawodów wspinaczkowych w konkurencji prowadzenia (2013, 2018) oraz w duelu (2014).

## Osiągnięcia

### Mistrzostwa świata
| Konkurencje        | 2011 | 2012 | 2014 | 2016 | 2018 | 2019 |
| Bouldering         | —    | —    | 37   | —    | 39   | 27   |
| Prowadzenie        | 26   | 16   | 4    | 4    | 5    | 10   |
| Wspinaczka na czas | —    | —    | 35   | —    | 102  | 83   |
| Wspinaczka łączna  | –    | —    | —    | —    | 18   | 26   |

### Zimowe igrzyska wojskowe
| Konkurencje | 2017 |
| Bouldering  | 3    |
| Prowadzenie | 2    |

### Mistrzostwa Europy
| Konkurencje        | 2013 | 2015 | 2017 |
| Bouldering         | —    | 15   | —    |
| Prowadzenie        | 11   | —    | 5    |
| Wspinaczka na czas | —    | —    | 40   |

### World Games
| Konkurencje | 2017 |
| Prowadzenie | 5    |

### Rock Master
| Konkurencje | 2013 | 2014 | 2016 | 2017 | 2018 |
| Bouldering  | —    | —    | —    | —    | —    |
| Prowadzenie | 3    | 5    | 4    | 21   | 3    |
| Duel        | 6    | 3    | 4    | —    | —    |